# Presente diplomático
Presentes diplomáticos, chamados ainda presentes oficiais, são presentes que um chefe de Estado no exercício de um mandato costuma receber de outros chefes de Estado, cidadãos comuns, entidades e empresas. Eventualmente, tais presentes são entregues a representantes dos chefes de Estado.

## Presentes diplomáticos no Brasil
De acordo com a legislação brasileira, os objetos recebidos em cerimônias oficiais de troca de presentes com chefes de Estado e de governo são considerados patrimônio da União. No caso de bens consumíveis, como por exemplo doces, frutas e bebidas, estes não são incorporados ao patrimônio publico e podem ficar com o chefe de Estado.